# سوق الخميس (أرحب)

تعديل مصدري - تعديل

سوق الخميس هي إحدى قرى عزلة عيال عبد الله بمديرية أرحب التابعة لمحافظة صنعاء، بلغ تعداد سكانها 521 نسمة حسب تعداد اليمن لعام 2004.